# Aquatische Biotechnologie
|  | Dieser Artikel wurde aufgrund von formalen oder inhaltlichen Mängeln in der Qualitätssicherung Biologie zur Verbesserung eingetragen. Dies geschieht, um die Qualität der Biologie-Artikel auf ein akzeptables Niveau zu bringen. Bitte hilf mit, diesen Artikel zu verbessern! Artikel, die nicht signifikant verbessert werden, können gegebenenfalls gelöscht werden. Lies dazu auch die näheren Informationen in den Mindestanforderungen an Biologie-Artikel. |

Als Aquatische Biotechnologie, auch Blaue Biotechnologie, wird die Anwendung der Methoden der Biotechnologie auf Lebewesen aus dem Meer bzw. grundsätzlich wasserlebende Organismen bezeichnet, wobei in diesem Fall auch die Bezeichnung als Marine Biotechnologie gebräuchlich ist.

## Begriff
Die Blaue Biotechnologie ist eine von mehreren Ergänzungen zu den drei etablierten Richtungen der Biotechnologie:
1. Die Grüne Biotechnologie dient der Veränderung von Pflanzen zur Verbesserung von deren Eigenschaften oder Übertragung neuer Eigenschaften (Hohe Erträge und Schädlingsresistenz).
2. Die Rote Biotechnologie konzentriert sich auf medizinische Anwendungen für den Menschen von der Diagnose bis zur Therapie.
3. Die Weiße Biotechnologie nutzt biologische Mittel zur Optimierung industrieller Prozesse.

Im Gegensatz zur Farbkennung dieser drei Biotechnologierichtungen zielt die Blaue Biotechnologie nicht auf den Anwendungsbereich, sondern auf die Herkunft der Produkte ab. Die Namensgebung der Blauen Biotechnologie leitet sich von der Farbe des Meeres, dessen biologische Organismen Gegenstand dieser Disziplin sind, ab.

## Gegenstand
Insbesondere Bakterien, die in den großen Tiefen der Meere und unter extremen Bedingungen leben, werden als mögliche Quelle für biologische Substanzen, die sich für technische Prozesse verwenden lassen, gesehen. Während normale Enzyme, wie sie auch die Weiße Biotechnologie verwendet, bei zu hohen Temperaturen denaturieren, funktionieren die Biokatalysatoren von Tiefseebakterien auch in der extremen Umgebung heißer Tiefseeschlote.

## Methode
Zur Gewinnung der Proben und Erkundung der Tiefsee werden u. a. Tauchroboter, auch „Remote Operated Vehicle“ oder kurz „ROV“ genannt, genutzt.
Aktuell (Juli 2007) erhält das IFM-Kiel (Leibniz-Institut für Meereswissenschaften) mit dem ROV Kiel 6000 den – nach eigenen Angaben – modernsten unbemannten Tauchroboter der Welt, der in den nächsten Jahren die Erkundung der Tiefsee forcieren soll.
Mit einer Tauchtiefe von 6.000 Metern wird der Tauchroboter theoretisch mehr als 90 Prozent des Meeresbodens der Weltozeane untersuchen können, was eine neue Dimension für die Meereswissenschaften in Deutschland darstellt.
Der „ROV Kiel 6000“ ist mit modernster digitaler Beobachtungstechnologie zur hoch auflösenden Kartierung des Meeresbodens ausgerüstet und kann mit Hilfe der Greifarme in der Tiefsee Messungen und Experimente durchführen sowie Wasser-, Sediment- und Gesteinsproben nehmen, die auch Mikroorganismen enthalten.
Die Verbesserung der Mikroorganismen erfolgt dann analog der weißen, roten oder grünen Biotechnologie, nur ist das Spektrum des Ausgangsmaterials durch die Vielfalt der Meeresorganismen reichhaltiger, und die Forscher haben ein reiches Betätigungsfeld zum Studium von Genomen, die den Stoffwechsel unter extremen Bedingungen beherrschen.
Konkret werden über chemische und enzymatische Methoden Mutanten der Mikroorganismen erzeugt, die Unterschiede in den Aminosäureabfolgen ihrer Proteine zeigen. Im anschließenden Screening-Verfahren werden verbesserte Proteinvarianten gesucht. Wurde bei einer Spezies eine Enzymvariante gefunden, die eine höhere Effektivität aufweist, ist das zugehörige Gen Ausgangspunkt für die nächste gelenkte Evolutionsrunde. Dieser Vorgang wird in iterativen Zyklen wiederholt, bis die angestrebten Verbesserungen erreicht sind.

## Potenzial der Blauen Biotechnologie
Das Nutzungspotential der Blauen Biotechnologie gilt als beträchtlich.
Warum das so ist, zeigen folgende Argumente:
1. Im Meer liegen vermutlich mehr biotechnologische "Schätze", d. h. biotechnologisch nutzbare Organismen, verborgen als an Land, denn die Ozeane sind wesentlich weniger intensiv erforscht als das Land und zum größten Teil noch ein schwer zugänglicher Lebensraum.
2. Das Leben stammt aus dem Meer – die Evolution im Meer hatte ca. 3 Mrd. Jahre mehr Zeit, Formen und Funktionen hervorzubringen als an Land, die biologische Vielfalt im Meer ist daher erwartungsgemäß sehr hoch. Wie hoch sie tatsächlich ist, wissen wir nicht. Es lässt sich jedoch festhalten, dass – mit einer Ausnahme – alle 33 existierenden Tierstämme (die oberste Ebene der systematischen Unterteilung von Tieren) im Meer und nur etwa die Hälfte an Land vorkommen. 15 Stämme treten ausschließlich maritim auf.
3. Das Milieu im Meer ist dem des inneren menschlichen Milieus in vielerlei Hinsicht ähnlich: es besteht vorwiegend aus Wasser. Außerdem ist das Verhältnis von Salzen und Spurenelementen im Meerwasser und im menschlichen Blutplasma nahezu deckungsgleich – eine wichtige Grundvoraussetzung für viele medizinische Anwendungen.

Marine Mikroben konnten sich den unterschiedlichsten Umweltbedingungen anpassen und sind heute unter dem Eis der Antarktis ebenso zu Hause wie an den glühend heißen Schloten der Tiefseevulkane.
90 Prozent der marinen Organismen leben bei unter vier Grad Celsius. Von den Niedrigtemperaturprozessen, die in ihren Zellen ablaufen, können wir lernen, Energie zu sparen. Zum Beispiel könnte man Waschmittel entwickeln, die auch bei niedrigen Temperaturen funktionieren.
Erste Forschungsergebnisse wecken Hoffnungen der Branche u. a.
1. das Cyanobakterium Lyngbya majuscula, das vor allem in Korallenriffen vorkommt und ausbleichende Riffe überwuchert. Unter seinen mehr als 200 bioaktiven Stoffen finden sich Antibiotika, tumorinhibierende ebenso wie entzündungshemmende und antivirale Stoffe. Das Bakterium ist somit eine kleine "Chemiefabrik".
2. Weitere hitzestabile Enzyme aus Bakterien der heißen Tiefseeschlote könnten die Vervielfältigung von Genen zu medizinischen Zwecken vereinfachen (siehe PCR).
3. Denkbar wäre auch, Schwämmen und Kieselalgen ihr Geheimnis des Silizium-Stoffwechsels zu entreißen. Welche Enzyme sind notwendig, um Siliziumstrukturen, wie sie die filigranen Strukturen der Diatomeen zeigen, wachsen zu lassen? Siliziumkristalle werden für die Produktion von Computerchips verwendet.

Noch schrecken viele Firmen vor Investitionen zurück. Zum einen ist Blaue Biotechnologie extrem teuer: Allein der Betrieb eines Forschungsschiffes ist sehr kostspielig. Zum anderen dauert es erfahrungsgemäß mehrere Jahre, bis die ersten Produkte Marktreife erreicht haben und verkauft werden können.
Die Tätigkeitsfelder der Biotechnologieunternehmen gliedern sich weltweit wie folgt:
1. Rote Biotechnologie: 73 %
2. Grüne Biotechnologie: 13 %
3. Weiße Biotechnologie: 13 %
4. Blaue Biotechnologie:  1 %

Jedoch wird der Blauen Biotechnologie ein hohes Wachstum vorhergesagt.

## Förderung
Die Blaue Biotechnologie wird durch EU und nationale Institutionen gefördert. So besteht seit 2003 in Bremerhaven das „Biotechnologiezentrum Nord“, das sich die Förderung der Anwendung der Blauen Biotechnologie auf die Fahnen geschrieben hat. Die ist nur ein Teil der umfassenden Bemühungen des Landes Bremen zur Förderung dieser Technologie.